# ليسوم حقيقي
ليسوم حقيقي أو ينسون نجمي أو باديان (الاسم العلمي: Illicium verum) هي نوع نباتي يتبع جنس الليسوم من الفصيلة الشزندرية. 
ويسمى أيضاً اليانسون النجمي، أو اليانسون النجمي الصيني (بالصينية: 八角 تنطق: باجّأو، أي "الثمانية قرون") هو نوع من التوابل ذات النكهة المشابهة جدًا لليانسون.
تشتري شركة روش السويسرية لصناعة الأدوية 90% من المحصول الصيني من اليانسون النجمي لإنتاج المادة الفعالة، حمض الشيكيميك، لمصل تاميفلو المضاد لأنفلونزا الطيور.
وشجرة الليسوم الحقيقي شجرة صغيرة يتراوح ارتفاعها ما بين 3- 4 أمتار هرمية الشكل مركبة الأوراق ومعنقة. الأزهار خنثى، البذرة بيضوية الشكل مستدقة من أحد طرفيها لها لون بني لامع والبذرة ليس لها رائحة.

## المحتويات الكيميائية للبذور
تحتوي الثمار على زيت طيار بنسبة تتراوح ما بين 5.2-5% ويحتوي هذا الزيت على ما بين 80-90% أنيثول Anethol كما يحتوي أيضاً على شافيكول ميثايل أيثر Chavicol methyl ether وبارا ميثوكسي فينايل اسيتون P-methoxyphenylacelone وسافرول Safrole. يستعمل زيت اليانسون النجمي كطارد للأرياح ومهضم إذا أُخذ بمقادير قليلة ومنوّم إذا أخذ بمقادير كبيرة كما يستعمل كمحسِّن للطعم وخاصة في أشربة الكحة. كما يدخل في صناعة الحلوى والمعجنات .

## الموطن الأصلي
الهند والصين. الجزء المستخدم: الثمار الناضجة. يزرع في مقاطعات فوجيان، گوانگدونگ ، گوانگشي ، يونان بالصين.